# Monestir de Divša
El monestir de Divša (en serbi: Манастир Дивша, Manastir Divša) és un monestir ortodox serbi de la muntanya de la Fruška Gora, al nord de la província sèrbia de Voivodina. Es creu que va ser fundada pel dèspota Jovan Branković de finals del segle xv.
Els primers registres històrics sobre la data del monestir daten de la segona meitat del segle xvi.